# Verdelhos
Verdelhos es una freguesia portuguesa del concelho de Covilhã, en el distrito de Castelo Branco con 31,46 km² de superficie y 661 habitantes (2011). Su densidad de población es de 21,1 hab/km².
Situada en el extremo norte del concelho, en la margen derecha del río Cécere, dista 15 km de la ciudad de Covilhã. Está constituida por los núcleos de Barreiros, Cova, Sarnadas y Verdelhos. Nombrada ya en un documento de 1320-21, esta freguesia perteneció al municipio de Guarda durante el siglo XVIII y estuvo adscrita posteriormente al de Valhelhas, hasta su extinción en 1855; pasando desde entonces al de Covilhã.